# Rakel Surlien
Rakel Surlien (* 10. Februar 1944 in Svelvik, Fylke Vestfold) ist eine norwegische Politikerin der Senterpartiet, die zwischen 1983 und 1986 Umweltministerin in der Regierung von Ministerpräsident Kåre Willoch war.

## Leben

### Studium, Jugendfunktionärin und Kommunalpolitikerin
Rakel Surlien, Tochter der Landwirte Magnus Surlien und Marit Elisabeth Eriksen, begann nach dem Schulbesuch 1963 ein Studium der Rechtswissenschaften mit dem Schwerpunkt Völkerrecht, das sie 1970 als candidata juris (cand. jur.) abschloss. Während ihres Studiums engagierte sie sich von 1964 bis 1969 im norwegischen Studentenverband und war unter anderem von 1963 bis 1965 Vorsitzende des Jugendausschusses des Jugendverbandes der Senterpartiet SUL (Senterungdommens Landsforbund) und 1966 Vorsitzende von dessen Studentenbund.
Im Anschluss war sie zunächst zwischen 1970 und 1971 als Sachbearbeiterin im Justizministerium und danach zwischen 1972 und 1974 erstmals als Sachbearbeiterin im Büro des damaligen Ombudsmanns des Storting für Verwaltung (Sivilombudsmannen), Andreas Olai Schei, beschäftigt.
Im Anschluss war sie ein Jahr lang von 1974 bis 1975 als Richterin am Konkursgericht von Sandefjord tätig und dann von 1976 bis 1978 erneut als Sachbearbeiterin im Büro des neuen Sivilombudsmannen Erling Sandene, ehe sie zwischen 1979 und 1983 die Funktion als Sekretärin des Justizausschusses des Storting innehatte. Mitte der 1970er Jahre engagierte sie sich auch in der Kommunalpolitik und war zwischen 1975 und 1979 Vize-Mitglied des Stadtrates von Oslo.

### Ministerin und Richterin
Sie wurde bei einer Kabinettsumbildung am 8. Juni 1983 von Ministerpräsident Kåre Willoch als Umweltministerin (Miljøvernminister) in dessen Kabinett berufen und bekleidete dieses Ministeramt bis zum Ende von Willochs Amtszeit am 9. Mai 1986. Während dieser Zeit war sie zwischen 1985 und 1986 Absolventin der Hochschule der Streitkräfte (Forsvarets Høgskole).
Nach ihrem Ausscheiden aus der Regierung wirkte Rakel Surlien von 1986 bis 1994 als Richterin am Eidsivating-Berufungsgericht (Eidsivating Lagmannsrett) in Hamar, einem der sechs norwegischen Berufungsgerichte. Außerdem fungierte sie zwischen 1990 und 1994 als Vorsitzende des Aufsichtsrates der Norwegischen Gartengesellschaft (Det Norske Hageselskap) sowie von 1991 bis 2001 als Vize-Vorstandsvorsitzende des Staatlichen Bankensicherungsfonds (Statens Banksikringsfond).
Danach war sie von 1995 bis 1997 Abteilungsleiterin im Justizministerium sowie im Anschluss zwischen 1997 und 2001 Richterin (Sorenskriver) am Nedre Romerike Tingrett in Lillestrøm, eines der zehn erstinstanzlichen Gerichte im Zuständigkeitsbereich des Berufungsgerichts in Hamar. Daneben bekleidete sie zwischen 2000 und 2001 die Funktion als Vorstandsvorsitzende des Norwegischen Außenpolitischen Instituts NUPI (Norsk utenrikspolitisk institutt).
Daraufhin war Rakel Surlien von 2001 bis 2004 Direktorin der beim Hohen Repräsentanten für Bosnien und Herzegowina angesiedelten der Unabhängigen Rechtskommission in Bosnien und Herzegowina. Seit 2004 ist sie Richterin am Borgating-Berufungsgericht (Borgarting Lagmannsrett) mit Sitz in Oslo.

### Frauenrechte
Sie war von 1982 bis 1984 stellvertretendes Vorstandsmitglied der Norsk Kvinnesaksforening. Sie war ab 1982 Norwegens erstes Mitglied des UN-Ausschusses für die Beseitigung der Diskriminierung der Frau.